# Самир Бараћ
Самир Бараћ (Ријека, СФРЈ, 2. новембар 1973) бивши је хрватски ватерполиста. Наступао је за Приморје. Играо је на позицији крила.
Са репрезентацијом Хрватске је освојио бронзане медаље на светским првенствима 2009. у Риму и 2011. у Шангају и златну медаљу на Европском првентву 2010. у Загребу.